# Мшанец (Волынская область)
Мшанец (укр. Мшанець) — село в Головненской поселковой общине Ковельского района Волынской области Украины.
До 2020 года входило в Любомльский район.
Код КОАТУУ — 0723383105. Население по переписи 2001 года составляет 238 человек. Почтовый индекс — 44322. Телефонный код — 3377. Занимает площадь 1,38 км².